# 练知轩
练知轩（1945年2月—2024年5月21日），男，福建福州人，中华人民共和国政治人物。

## 生平
曾任中共福清市委书记，福清市人民政府市长，中共福州市委副书记、福州市人民政府市长，福州市人大常委会主任等职。2003年担任第十届全国人大代表，任期5年。